# Moment (matemàtiques)

Figura 1 Exemple de moment de 2n ordre de cossos amb diferents masses. El moment d'inèrcia determina quant resisteix el moviment de rotació. En aquesta simulació, quatre objectes es col·loquen en una rampa i es deixen rodar sense relliscar. Partint del repòs, cadascun experimentarà una acceleració angular en funció del seu moment d'inèrcia.

En matemàtiques, els moments d'una funció són mesures quantitatives relacionades amb la forma de la gràfica de la funció. Si la funció representa la densitat de massa, aleshores el moment zero és la massa total, el primer moment (normalitzat per la massa total) és el centre de massa i el segon moment és el moment d'inèrcia (Figura 1). Si la funció és una distribució de probabilitat, aleshores el primer moment és el valor esperat, el segon moment central és la variància, el tercer moment estandarditzat és l'asimetria, i el quart moment estandarditzat és la curtosi. El concepte matemàtic està estretament relacionat amb el concepte de moment a la física.
Per a una distribució de massa o probabilitat en un interval acotat, la col·lecció de tots els moments (de tots els ordres, de 0 a ∞) determina de manera única la distribució (problema del moment de Hausdorff). El mateix no passa amb els intervals il·limitats (problema del moment Hamburger).
A mitjans del segle xix, Pafnuty Chebyshev es va convertir en la primera persona a pensar sistemàticament en termes dels moments de les variables aleatòries.
L'n-è moment d'una funció contínua de valor real f (x) d'una variable real sobre un valor c és la integral:
{\displaystyle \mu _{n}=\int \limits _{-\infty }^{\infty }(x-c)^{2}f(x)dx}
Moment destacats en estadística:
Mitja : El primer moment brut és la mitjana, normalment denotada {\displaystyle \mu \equiv \operatorname {E} [X].}
Variancia : El segon moment central és la variància. L'arrel quadrada positiva de la variància és la desviació estàndard:{\displaystyle \sigma ={\sqrt {\operatorname {E} \left[(X-\mu )^{2}\right]}}={\sqrt {E[X^{2}]-\mu ^{2}}},}